# 대모험
대모험(Les Aventuriers, The Last Adventure)은 이탈리아에서 제작된 로베르토 엔리코 감독의 1967년 스릴러, 모험, 드라마, 멜로/로맨스 영화이다. 방영명으로서 다른 제목은 알랭 들롱의 대모험, 모험자들이 있다. 알랭 들롱 등이 주연으로 출연하였고 제라드 베이토트 등이 제작에 참여하였다.

## 출연

### 주연
- 알랭 들롱
- 리노 벤추라

### 조연
- 로베르 앙리코
- 조안나 심커스
- 세르주 레지아니